# أنبوب التدفق

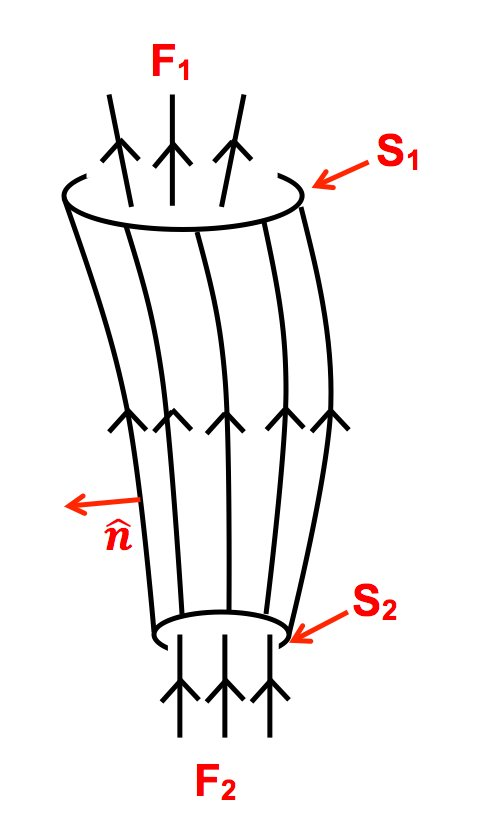

أنبوب التدفق هو مساحة من الفراغ على شكل أنبوب (أسطوانة) تحوي بداخلها حقلاً مغناطيسيّاً B بحيث يكون الحقل عموديّاً على الشعاع الناظمي n قد تتغيّر مساحة المقطع العرضي للأنبوب أو حتّى الحقل الموجود على طوله، لكنّ التدفق المغناطيسي يبقَ ثابتاً دائمًا.
يحتوي أنبوب التدفّق المستخدم في الفيزياء الفلكيّة على حقلٍ مغناطيسيّ أكبر بشكلٍ عامّ، ويملك خصائص أخرى تختلف عن الفضاء المحيط. توجد أنابيب التدفّق عادة حول النجوم، بما في ذلك الشمس، التي تحتوي على العديد من أنابيب التدفّق التي يبلغ قطرها حوالي 300 كم. تلازم البقعَ الشمسيّة أيضاً أنابيبُ تدفّق، تتميّز هذه الأنابيب بكونها أكبر من تلك الموجودة حول النجوم ويبلغ قطرها 2500 كم تقريباً. تملك بعض الكواكب أنابيب تدفّق أيضا، ومن الأمثلة المعروفة على هذه الأنابيب هو أنبوب التدفّق الموجود بين كوكب المشتري وقمره آيو Io.
==
أنواع==
- الحبل الملفوف: أنبوب تدفّق مغناطيسيّ ملتوٍ.[1]
- أنبوب تدفّق معزول: أنبوب تدفق مغناطيسي لا يملك مجالاً مغناطيسيّ خارجه.[1]

## التاريخ
أبرز جيمس كليرك ماكسويل في عام 1861، مفهوم أنبوب التدفّق المستوحى من أعمال مايكل فاراداي في السلوك الكهربائيّ والمغناطيسيّ وذلك في ورقته البحثيّة التي حملت عنوان «حول خطوط القوة الفيزيائية». وصف ماكسويل أنابيب التدفق بأنّها:

## الخصائص

### قوّة أنبوب التدفق
يتمّ تعريف قوّة أنبوب التدفق F على أنّها التدفّق المغناطيسيّ خلال سطح ما S، مع ثابت F عبر أنبوب التدفق كنتيجة لمعادلة ماكسويل {\displaystyle \nabla \cdot B=0}  يمكن تقريب قيمة الثابت F إلى F ≈ BA بشرط أن تكون مساحة المقطع العرضي A لأنبوب التدفق صغيرة، يجب في حال تناقص المساحة A زيادة المجال المغناطيسي من أجل تلبية حالة الثبات لـ F.
{\displaystyle F=\int _{S}{\vec {B(t)}}\cdot dS}

### مصونيّة التدفّق
يمكن اعتبار التغيّر في التدفق المغناطيسي معدوماً في أنبوب التدفّق اعتماداً على حالة الموصليّة المثاليّة في قانون أوم المثالي (معادلة)، وذلك في الديناميكا المغناطيسية المثالية، وهو ما يعرف باسم نظرية ألففين في مصونيّة التدفّق. تبقَ طوبولوجيا أنبوب التدفّق ثابتة لا تتغير في حال الحفاظ على التدفق ثابتاً على طول الأنبوب، ينشأ هذا التأثير عندما يكون عدد رينولدز المغناطيسي كبيراً أي Rm >> 1، حيث يهيمن التحريض ويهمل الانتشار، ممّا يسمح للحقل المغناطيسي بمتابعة تدفّق البلازما مما يؤدي إلى تدفق «مجمّد».
{\displaystyle R_{m}={\frac {UL}{\eta }}}
حيث
U هو مقياس سرعة التدفق
L هو مقياس طول التدفق
η هي اللزوجة
{\displaystyle {\partial {\vec {B}} \over \partial t}={\vec {\nabla }}\times ({\vec {v}}\times {\vec {B}})}
تعطى علاقة معدّل التغيّر في التدفّق المغناطيسيّ بالعلاقة:
{\displaystyle {\frac {d}{dt}}\Phi (S,t)={\frac {d}{dt}}\int _{S}{\vec {B(t)}}\cdot dS=\int _{S}\left({\frac {\partial {\vec {B}}}{\partial t}}-\nabla \times ({\vec {v}}\times {\vec {B}})\right)\cdot dS=0}
في علم تحريك الموائع المغناطيسية المثاليّة وفي حال تمّ ضغط التدفّق الأنبوبي بطول L0 بينما ظلّ طول الأنبوب كما هو، فإنّ الحقل المغناطيسي وكثافة الأنبوب سيزدادان بنفس النسبة. بينما في حال تمّ ضغط أنبوب التدفّق -ذي الحقل مغناطيسي B0 وكثافة البلازما ρ0 مقتصرة على الأنبوب- عن طريق ضربه بقيمة عددية محدّدة λ، يُعطى المجال المغناطيسي والكثافة الجديدين بالعلاقتين التاليتين:
{\displaystyle B={\frac {B_{0}}{\lambda ^{2}}}}
{\displaystyle \rho ={\frac {\rho _{0}}{\lambda ^{2}}}}
في حال كانت قيمة λ أصغر من 1 أي λ < 1 يزيد التقلّص العرضي من قيمة كلّ من B و ρ بنفس النسبة، بينما يُنقص التمدّد العرضيّ قيمة كلّ من B و ρ بنفس النسبة، أي أنّ نسبة B إلى ρ ثابتة (B/ρ = ثابت).
ينتج عن تمديد طول أنبوب التدفّق بنسبة λ طول جديد L = λ*L0 وتبقَ في هذه الحالة الكثافة ثابتة ρ0 ممّا يؤدّي لزيادة شدّة المجال المغناطيسي وفق المعادلة B = λ*B0. يؤدّي إنقاص طول الأنابيب إلى انقاص قوّة الحقل المغناطيسي.